# Sous les étoiles exactement
Sous les étoiles exactement était une émission radiophonique sur France Inter présentée par Serge Le Vaillant diffusée de 1997 à 2013 et réalisée par Jacques Sigal de 1997 à 2002, puis par  Serge "Poupoune" Gandon et La Boule.
Elle était diffusée en direct de 1 h à 5 h du mardi au vendredi jusqu'en 2012, puis le samedi et le dimanche pour la saison 2012-2013.
L'émission était composée ainsi :
- De 1 h à 2 h, il recevait deux invités (souvent musicaux, artiste ou groupe).
- De 2 h à 2 h 30 était rediffusée l'émission de France Inter consacrée à l'Histoire : 2000 ans d'histoire, de Patrice Gélinet, puis La marche de l'histoire, de Jean Lebrun, à partir de 2011.
- De 2 h 30 à 3 h, Serge Levaillant racontait une histoire ; elle se passait le plus souvent dans un village français fictif du "Tarn et Saône".
- De 3 h à 4 h, Serge accueillait un nouvel invité.
- De 4 h à 5 h, rediffusion d'une émission diffusée en soirée : par le passé, il s'agissait de Sur la route, de Laurent Lavige, puis de l'émission l'ayant remplacée, Voulez-vous sortir avec moi ?, de Charlotte Lipinska.